# مؤتمر الأمم المتحدة للتغير المناخي 2012
```
مؤتمر الأمم المتحدة لتغير المناخ لعام 2012
 هو الدورة السنوية الثامنة عشرة 
لمؤتمر
 الأطراف في 
اتفاقية
 
الأمم المتحدة
 الإطارية بشأن تغير 
المناخ
 لعام 
1992
 (UNFCCC) والدورة الثامنة لاجتماع الأطراف (CMP) لعام 
1997
 
بروتوكول كيوتو
 (تم تطوير 
البروتوكول
 بموجب ميثاق 
اتفاقية
 
الأمم المتحدة
 الإطارية بشأن تغير 
المناخ
). انعقد المؤتمر من 
يوم الإثنين
 
26 نوفمبر
 إلى السبت 
8 ديسمبر
 
2012
 في مركز 
قطر
 الوطني 
للمؤتمرات
 
بالدوحة
.
[
3
]
```

توصل المؤتمر إلى اتفاق لإطالة عمر بروتوكول كيوتو، الذي كان من المقرر أن ينتهي في نهاية عام 2012، حتى عام 2020، ولتجديد منهاج ديربان لعام 2011، مما يعني أنه سيتم وضع خليفة للبروتوكول من قبل 2015 وتنفيذها بحلول عام 2020. وتضمنت الصياغة التي اعتمدها المؤتمر لأول مرة مفهوم «الخسائر والأضرار»، وهو اتفاق من حيث المبدأ على أن الدول الأغنى يمكن أن تكون مسؤولة مالياً تجاه الدول الأخرى عن فشلها في الحد من انبعاثات الكربون.

## خلفية

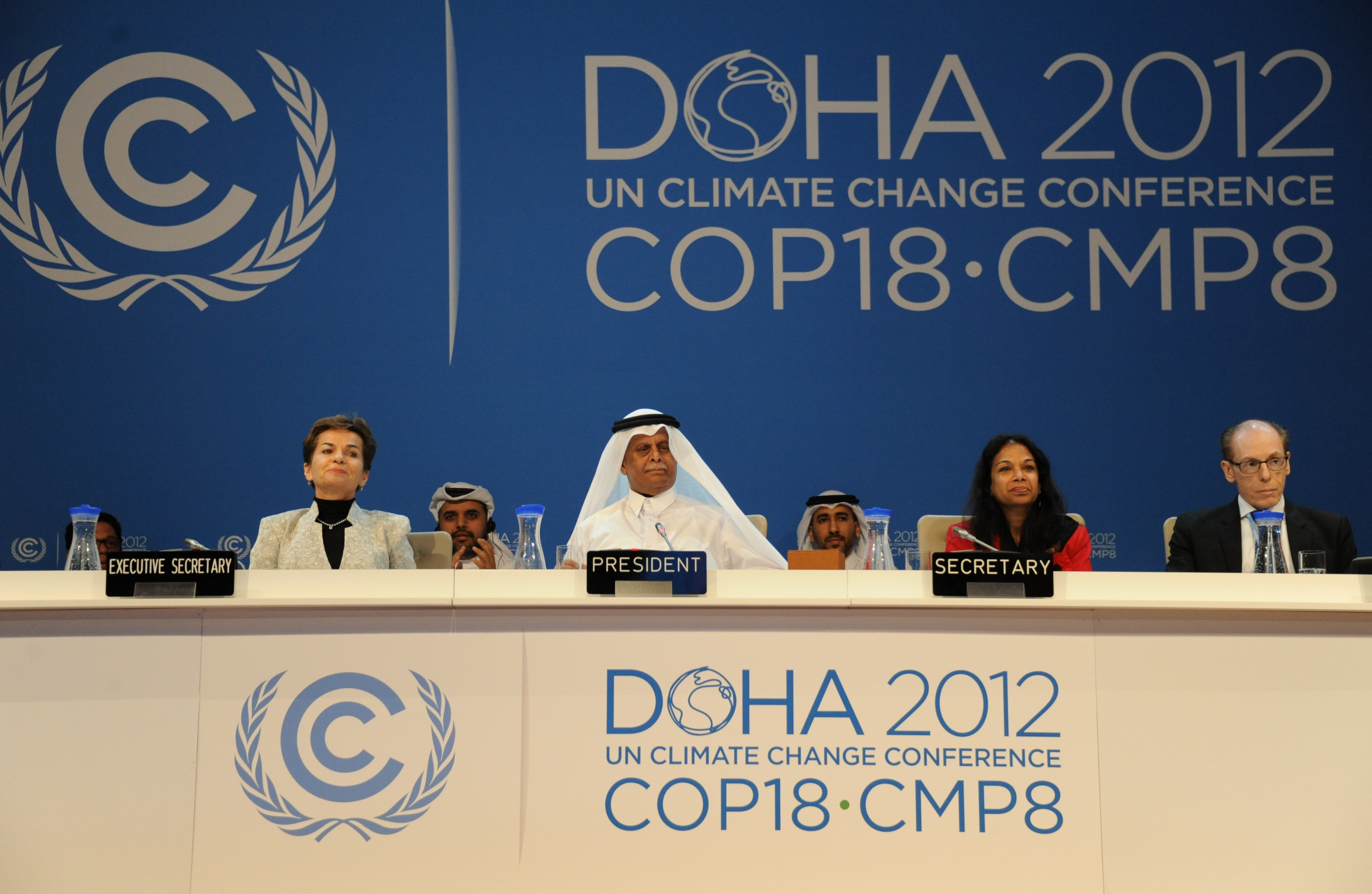
رئيس المؤتمر عبد الله بن حمد العطية (في الوسط) والأمين التنفيذي كريستيانا فيغيريس (على يسار) في COP18

مؤتمرات الأمم المتحدة بشأن تغير المناخ هي اجتماعات سنوية متعددة الأطراف للحكومات تعقد في مواقع مختلفة حول العالم تحت رعاية الأمم المتحدة وتعمل كمنتدى للدول لمناقشة مسائل تغير المناخ. تسعى المؤتمرات إلى معالجة خطر الاحتباس الحراري الناجم عن انبعاثات غازات الاحتباس الحراري مثل ثاني أكسيد الكربون. بين عامي 2000-2011 كان نمو ثاني أكسيد الكربون في الغلاف الجوي 20٪ من إجمالي نمو التركيز منذ مستوى ما قبل التاريخ (391,57 جزء في المليون في 2011 و 369,52 جزء في المليون في 2000)  وصل تركيز ثاني أكسيد الكربون في الغلاف الجوي للأرض إلى 391 جزء في المليون (أجزاء لكل مليون) اعتبارًا من أكتوبر 2012   مقابل تركيز ما قبل الصناعة كان 280 جزءاً في المليون  وهو ما يتفق عليه توافق آراء علماء المناخ العالمي على أنه لا يمكن تحمله.
يحضر المؤتمرات شخصيات بارزة وأحيانًا رؤساء دول من معظم البلدان، وعادة ما تستقطب أنشطة مهمة من قبل مختلف مجموعات الدفاع عن البيئة. وبالتالي، فإن المؤتمرات تغطي بشكل جيد من قبل وكالات الإعلام العالمية. يُعقد مؤتمر 2012 في مركز قطر الوطني للمؤتمرات في الدوحة، ومن المتوقع أن يكون أكبر مؤتمر يُعقد على الإطلاق في قطر بحضور 17000 مشارك. يسمى المؤتمر عرضًا مؤتمر COP18 / CMP 8 ولكن هذه المؤتمرات مختلفة تقنيًا ولكنها وثيقة الصلة ببعضها البعض وأحيانًا متكاملة. في عام 2012، يعمل مؤتمر اتفاقية الأمم المتحدة الإطارية بشأن تغير المناخ كمظلة لسبع مجموعات اجتماعات متزامنة ومترابطة تسمى مجتمعة مؤتمر الدوحة 2012 لاتفاقية الأمم المتحدة الإطارية بشأن تغير المناخ.  يسبق المؤتمر الرئيسي أيضًا العديد من الجلسات التمهيدية الموضعية.
الدورات السابقة لمؤتمر عام 2012 لاتفاقية الأمم المتحدة الإطارية بشأن تغير المناخ:
1. الاجتماع 70 للمجلس التنفيذي لآلية التنمية النظيفة (19 إلى 23 نوفمبر)
2. الاجتماعات التحضيرية لأقل البلدان نمواً (20-21 تشرين الثاني/ نوفمبر)
3. الاجتماعات التحضيرية للدول الجزرية الصغيرة النامية (22 إلى 23 تشرين الثاني/ نوفمبر)
4. الاجتماعات التحضيرية للمجموعة الأفريقية (22-23 نوفمبر)
5. اجتماع الأطراف غير الرسمي السابق للدورة لتبادل الآراء بشأن التوصيات المحتملة بشأن الخسائر والأضرار المرتبطة بالآثار الضارة لتغير المناخ (24 تشرين الثاني/ نوفمبر)
6. الاجتماعات التحضيرية لمجموعة السبع والصين (24-25 نوفمبر)

## المؤتمرات المتزامنة تحت مظلة مؤتمر اتفاقية الأمم المتحدة الإطارية بشأن تغير المناخ لعام 2012
إن مؤتمر الأمم المتحدة المعني بتغير المناخ في الدوحة 2012 هو تجمع من مؤتمرات متعددة ذات صلة تُعقد تقريبًا بالتوازي وبأسلوب شبه متكامل على مدى الأسبوعين اللذين سيعقد فيهما المؤتمر:
1. الدورة الثامنة عشرة لمؤتمر الأطراف (COP 18)
2. الدورة الثامنة لمؤتمر الأطراف العامل بوصفه اجتماع الأطراف في بروتوكول كيوتو (مؤتمر الأطراف/ اجتماع الأطراف 8)
3. الدورة السابعة والثلاثون للهيئة الفرعية للتنفيذ (الدورة السابعة والثلاثين للهيئة الفرعية للتنفيذ)
4. الدورة السابعة والثلاثون للهيئة الفرعية للمشورة العلمية والتكنولوجية (SBSTA 37)
5. الدورة السابعة عشرة للفريق العامل المخصص المعني بالالتزامات الإضافية للأطراف المدرجة في المرفق الأول بموجب بروتوكول كيتو (الجزء الثاني) (AWG-KP 17.2)
6. الدورة الخامسة عشرة للفريق العامل المخصص المعني بالعمل التعاوني الطويل الأجل بموجب الاتفاقية (الجزء الثاني) (AWG-LCA 15.2)
7. الجلسة الأولى للفريق العامل المخصص المعني بمنهاج ديربان للعمل المعزز (الجزء الثاني) (ADP 1.2)

## تركيز المؤتمر
ركز المؤتمر على خمسة جوانب من تغير المناخ:
1. التكيف- التغيرات الاجتماعية والتغيرات الأخرى التي يجب القيام بها للتكيف بنجاح مع تغير المناخ. قد يشمل التكيف، على سبيل المثال لا الحصر، التغيرات في الزراعة والتخطيط الحضري.
2. التمويل- كيف ستمول البلدان التكيف مع تغير المناخ والتخفيف من حدته، سواء من مصادر عامة أو خاصة.
3. التخفيف- الخطوات والإجراءات التي يمكن أن تتخذها دول العالم للتخفيف من آثار تغير المناخ.
4. التكنولوجيا- التقنيات اللازمة للتكيف مع تغير المناخ أو تخفيفه والسبل التي يمكن بها للبلدان المتقدمة أن تدعم البلدان النامية في اعتمادها.
5. الخسائر والأضرار- تم التعبير عنها لأول مرة في مؤتمر عام 2012 وجزئياً بناءً على الاتفاقية التي تم التوقيع عليها في مؤتمر الأمم المتحدة لتغير المناخ لعام 2010 في كانكون. وهو يقدم مبدأ أن البلدان المعرضة لتأثيرات تغير المناخ قد يتم تعويضها مالياً في المستقبل من قبل الدول التي تفشل في الحد من انبعاثات الكربون الخاصة بها.[11]

## هيكل المؤتمر
المؤتمر بشكل عام هو مؤتمر لمدة أسبوعين يتكون من الأنشطة التالية:
- خطب من بيروقراطيي الأمم المتحدة
- خطب من كبار الشخصيات ورؤساء الدول في بعض الأحيان
- جلسات عمل مغلقة من قبل مجموعات العمل المختلفة
- جلسات مفتوحة وجلسات عمل من قبل مجموعات العمل المختلفة
- إعلانات الدول حول موقف معين
- إعلانات الاتفاقات من قبل البيروقراطيين للأمم المتحدة

سيشهد المؤتمر في بعض الأحيان جلسات عمل في وقت متأخر من الليل (أو طوال الليل) عندما لا يستطيع الدبلوماسيون الموافقة على شروط وشروط الاتفاقات، وأحيانًا يكون خروج بعض الأطراف من الخارج غير شائع. لقد عانت المؤتمرات العديدة الأخيرة من هذا النوع من الجمود في الأسبوع الأول ونصف من المحادثات، تلتها سلسلة من الجولات من المناقشات في وقت متأخر جدًا من الليل، وأعقبها في بعض الأحيان تمديد المؤتمر الذي أدى في النهاية إلى اتفاق تقدم متواضع.
خارج المؤتمر، يجذب المؤتمر عمومًا احتجاجات ومسيرات ومظاهرات منظمة جيدًا من قبل مختلف المجموعات البيئية تحث المشاركين على التوصل إلى اتفاق حول موضوع سياسة تغير المناخ. في المؤتمرات الأخيرة، منحت بعض الجماعات الناشطة جوائز يومية غير رسمية للدول التي ترى أنها تتقدم أو تنقص من موقفها الأيديولوجي الخاص.

## نتائج المؤتمر
وقد أنتج المؤتمر مجموعة من الوثائق بعنوان «بوابة الدوحة المناخية بشأن اعتراضات روسيا ودول أخرى في الجلسة». تضمنت الوثائق مجتمعة:
1. إن تمديد بروتوكول كيوتو لمدة ثماني سنوات حتى عام 2020 محدود في نطاق 15٪ فقط من انبعاثات ثاني أكسيد الكربون العالمية بسبب عدم مشاركة كندا واليابان وروسيا وبيلاروسيا وأوكرانيا ونيوزيلندا والولايات المتحدة وبسبب حقيقة أن البلدان النامية مثل الصين (أكبر باعث في العالم) والهند والبرازيل لا تخضع لأي تخفيضات في الانبعاثات بموجب بروتوكول كيوتو.[13]
2. لغة حول الخسائر والأضرار، رسمية لأول مرة في وثائق المؤتمر.
3. لم يحرز المؤتمر سوى تقدم ضئيل نحو تمويل صندوق المناخ الأخضر.[14]
4. اعترضت روسيا وبيلاروسيا وأوكرانيا في نهاية الجلسة، حيث يحق لهم بموجب قواعد الجلسة. وفي ختام المؤتمر، قال الرئيس إنه سيلاحظ هذه الاعتراضات في تقريره النهائي. [14]

## رد فعل على نتائج المؤتمر
ردت نتائج المؤتمر بأنها رد فعل «متواضع في أحسن الأحوال». ونقلت بي بي سي عن كيرين كيكي، وزير خارجية ناورو وممثل تحالف الدول الجزرية الصغيرة في المؤتمر،  قوله:
«نرى أن الحزمة المعروضة أمامنا ناقصة للغاية في التخفيف (تخفيضات الكربون) والتمويل. من المحتمل أن تقفلنا على المسار إلى ارتفاع درجات الحرارة في العالم بمقدار 3 و 4 و 5 درجات مئوية، على الرغم من أننا اتفقنا على الحفاظ على المتوسط العالمي ارتفاع درجة الحرارة 1.5 درجة مئوية لضمان بقاء جميع الجزر،» 
رأى آخرون مثل مارتن خور من مركز الجنوب، وهو اتحاد للدول النامية، نتيجة أكثر إيجابية، خاصة فيما يتعلق بـآلية الخسائر والأضرار:
"إنه اختراق... مصطلح الخسارة والضرر موجود في النص - هذه خطوة كبيرة من حيث المبدأ. بعد ذلك يأتي الكفاح من أجل المال." " 
أخبرت جنيفر مورغان من معهد الموارد العالمية NPR عن آلية الخسائر والأضرار ما يلي:
«سيؤدي هذا بشكل أساسي إلى إنشاء هيكل للمسؤولية حول من المسؤول عن تغير المناخ... وبينما أعتقد أن هذا سؤال مهم جدًا للناس للإجابة عليه، لا أعتقد أن العالم مستعد لذلك بعد».  
فيما يتعلق بالطريق إلى 100 مليار دولار في تمويل صندوق المناخ الأخضر، قالت جينيفر مورغان لـ NPR ما يلي:
«لا يوجد جسر، لا يوجد مسار بين الآن ورقم 100 مليار دولار... لذا فإن إحدى قضايا الأزمة الحقيقية هنا، والتي أعتقد أنها ستحدد ما إذا كنا سنخرج من المبنى باتفاق أم لا، هو ما إذا كانت الدول المتقدمة على استعداد للقول على الأقل أنهم سيطابقون ما يقدمونه حتى الآن».  

## انتقادات المؤتمر وعملية اتفاقية الأمم المتحدة الإطارية بشأن تغير المناخ
مزيد من المعلومات حول انتقادات عملية اتفاقية الأمم المتحدة الإطارية بشأن تغير المناخ: اتفاقية الأمم المتحدة الإطارية بشأن تغير المناخ
وقد انتقد البعض المظلة والعمليات الشاملة لاتفاقية الأمم المتحدة الإطارية بشأن تغير المناخ وبروتوكول كيوتو المعتمد لأنه لم يحقق أهدافه المعلنة المتمثلة في الحد من انبعاث ثاني أكسيد الكربون (الجاني الأساسي الذي يُلام على ارتفاع درجات الحرارة العالمية في القرن الحادي والعشرين). في خطاب ألقاه في جامعته، تود ستيرن - مبعوث الولايات المتحدة لتغير المناخ - عبر عن التحديات التي تواجه عملية اتفاقية الأمم المتحدة الإطارية بشأن تغير المناخ على النحو التالي، «تغير المناخ ليس قضية بيئية تقليدية... إنه ينطوي على كل جانب تقريبًا لاقتصاد الدولة، مما يجعل الدول متوترة من النمو والتنمية. هذه قضية اقتصادية في كل شيء لأنها قضية بيئية.» ومضى يشرح أن اتفاقية الأمم المتحدة الإطارية بشأن تغير المناخ هي هيئة متعددة الأطراف معنية بتغير المناخ ويمكن أن تكون نظامًا غير فعال لسن السياسات الدولية. لأن النظام الإطاري يشمل أكثر من 190 دولة ولأن المفاوضات محكومة بالإجماع، يمكن لمجموعات صغيرة من الدول في كثير من الأحيان عرقلة التقدم.

## بيانات المشاركين ونشاط المؤتمر

### بيان لرئيسة المناخ للأمم المتحدة كريستيانا فيغيريس
ستقرر الحكومات كيف والجدول الزمني للتوصل إلى اتفاقية مناخية عالمية فعالة تم تبنيها في عام 2015 ودخولها حيز التنفيذ اعتبارًا من عام 2020. كريستيانا فيجويريس، السكرتيرة التنفيذية لاتفاقية الأمم المتحدة الإطارية بشأن تغير المناخ: «التكنولوجيا الضرورية وأدوات السياسة متاحة للحكومات والمجتمعات، ولكن الوقت كبير جدًا باختصار- فقط 36 شهرًا للتوصل إلى اتفاق عالمي قبل عام 2015. ما نحتاجه الآن هو التنفيذ العاجل للقرارات التي تم اتخاذها على المستوى الحكومي الدولي ومواصلة تعزيز الإجراءات الجارية بالفعل».

### بيان لرئيس وزراء نيوزيلندا جون كي
قالت حكومة نيوزيلندا إنها لن توقع على التزام ثان ببروتوكول كيوتو، وهو قرار انتقده الصندوق العالمي للحياة البرية. قال رئيس الوزراء جون كي إن نيوزيلندا لن تقود الطريق بشأن تغير المناخ، وبدلاً من ذلك تختار أن تكون «متابعًا سريعًا».

### بيان المبعوث الفلبيني نادريف سانو
دعت حكومة الفلبين إلى اتخاذ إجراءات عاجلة لوقف تغير المناخ، مؤكدة على تجربتها الأخيرة مع إعصار قاتل واعتقادًا منها بأن البلدان قد تواجه اضطرابات مناخية أكثر حدة في كثير من الأحيان إذا ترك تغير المناخ دون رادع. «بينما نتأرجح ونتأخر هنا، فإننا نعاني. هناك دمار هائل وواسع النطاق في الوطن. المآسي المفجعة مثل هذه ليست فريدة من نوعها في الفلبين». قاله المبعوث الفلبيني Naderev Sano، وهو عضو في لجنة تغير المناخ الفلبينية.

### بيان الياباني ماساهيكو هوري
«الدول المتقدمة فقط ملزمة قانونًا ببروتوكول كيوتو وانبعاثاتها هي 26٪ فقط (من الانبعاثات العالمية). إذا واصلنا نفس الشيء، فإن ربع العالم فقط ملزم قانونًا وثلاثة أرباع البلدان غير ملزمة على الإطلاق.»

### الأمم المتحدة وبرنامج الأمم المتحدة للبيئة: ذوبان الميثان من التربة الصقيعية
أعطت الأمم المتحدة تحذيرا قويا بشأن تهديد المناخ من الميثان في ذوبان الجليد الدائم. لم يتم تضمين هذا حتى الآن في نماذج المناخ المستقبلي. تحتوي التربة الصقيعية على 1700 جيجا طن من الكربون- ضعف الكمية الموجودة حاليًا في الغلاف الجوي. عندما يذوب الجليد، يمكن أن يدفع الاحترار العالمي إلى تجاوز واحدة من «النقاط الحرجة» الرئيسية التي يعتقد العلماء أنها يمكن أن تؤدي إلى تغير المناخ الجامح. دعا برنامج الأمم المتحدة للبيئة الفريق الحكومي الدولي المعني بتغير المناخ إلى تزويد الحكومات بأحدث المعارف في تقارير الفريق القادمة في العام المقبل. 

## بيانات غير المشاركين

### البنك العالمي
نشر البنك الدولي تقريرًا في نوفمبر 2012 يطالب بالمسؤولية الأخلاقية لاتخاذ إجراءات نيابة عن الأجيال القادمة. يجب تجنب العالم الأكثر دفئًا بمقدار 4 درجات مئوية- نحتاج إلى الحفاظ على الاحترار أقل من درجتين مئويتين. حتى مع التزامات التخفيف الحالية، هناك احتمال بنسبة 20٪ تقريبًا لتجاوز 4 درجات مئوية بحلول عام 2100.
حذر البنك الدولي والوكالة الدولية للطاقة من أن العالم يتجه نحو الاحترار غير المسبوق- بين 4 درجات مئوية و 6 درجات مئوية- إذا لم يتم عكس الاتجاهات. سيؤدي هذا المقياس إلى حالات الجفاف والفيضانات وموجات الحر والعواصف العنيفة، وتراجع الإنتاجية الزراعية، وجلب الانقراضات النباتية والحيوانية، وهجرة بشرية واسعة.

### الشباب
إنها المرة الأولى في التاريخ التي تستضيف فيها دولة عربية مؤتمر الأمم المتحدة لمفاوضات تغير المناخ. الشباب في أكثر من 13 دولة عربية، يطلقون حركة الشباب العربي للمناخ، وهي مجموعة تأسست للضغط على حكومات المنطقة على أساس مستمر لاتخاذ إجراءات ضد تغير المناخ: «إن دورنا كمجتمع مدني هو التأكد من قيام الحكومة من الأفضل تزويدنا بأفضل نوعية من الحياة ومن حقنا كبشر ضمان مستقبل صحي لنا وللأجيال القادمة».
انتقد وفد الشباب النيوزيلندي بشدة حكومته في بداية المؤتمر، قائلاً إن انسحاب نيوزيلندا من فترة التزام ثانية بموجب بروتوكول كيوتو  كان «محرجًا وقصير النظر وغير مسؤول». حصلت نيوزيلندا على جائزتين «أحفورة اليوم» بسبب «عرقلة التقدم الدولي بنشاط».

### أصدقاء الأرض الدولية
وذكر «رسالة مفتوحة إلى الحكومات والمفاوضين» المنشورة على موقع أصدقاء الأرض الدولي على الإنترنت، «لمعالجة مشكلة تغير المناخ حقًا، يتعين على اتفاقية الأمم المتحدة الإطارية بشأن تغير المناخ- COP18 أن تقرر المغادرة تحت التربة أكثر من ثلثي احتياطيات الحفريات».

### المنطقة الخضراء
تقول لوري ميلليفيرتا من Greenpeace Nordic أن السبب الرئيسي في توجهنا نحو 4 درجات مئوية من الاحترار هو حرق الفحم. تسبب التوسع الهائل في استخدام الفحم في أكثر من ثلثي الزيادة العالمية في انبعاثات ثاني أكسيد الكربون في السنوات الأخيرة. كما دعا البنك الدولي الحكومات إلى تجنب ارتفاع درجة حرارة العالم بمقدار 4 درجات مئوية. لم يتم إنشاء مصانع فحم جديدة في أوروبا بعد عام 2007، ولكن يجري التخطيط لإنشاء 1200 مصنع فحم في مكان آخر.
أنفق الاتحاد الأوروبي ثلثي تمويل أبحاث الطاقة على التقنيات النووية في عام 2011. تحافظ بعض الدول على دعم مباشر لاستهلاك النفط وتعدين الفحم. البعض الآخر يوفر فوائد اقتصادية حاسمة للمنشآت النووية والنفط والغاز من خلال تشريع اجتماعي تكاليف الحوادث وإيقاف التشغيل. وفقًا لمنظمة السلام الأخضر، فإن إزالة هذه الإعانات وفرض الضرائب البيئية من شأنه أن يزيد من تكلفة وسعر إمدادات الطاقة القديمة، ويجعل كفاءة الطاقة أكثر ربحية.

### حفظة الازدهار
انتقد إرين سوبودان من المجموعة الألمانية «حفظة الرخاء - Bewahrer des Wohlstandes» تقاعس الحكومة الألمانية. وطالب بتهمة ارتكاب جرائم ضد الأشخاص الذين يعربون عن شكوكهم في الإجماع العلمي. في رسالة مفتوحة لغير الحاضرين في اجتماع مجموعته لعام 2012، كتب «لا يمكن للعالم تحمل حدث آخر مثل 2004 و2007» و «يجب عمل كل شيء لتجنبه»، لكنه أضاف أيضًا للنظر «لن يسهل علينا». وفقًا لـ Swobodan، هناك وقت حتى عام 2018، أي شيء أبعد من ذلك سيكون متأخرًا جدًا. وأظهرت المجموعة في حملة وطنية نشرتها عدة صحف ألمانية صورًا مفجعًا لأطفال يعانون من حروق الشمس وبعض الإصابات الأكثر خطورة من الطقس المشمس المعزز بتغير المناخ في أجزاء كثيرة من ألمانيا. على الرغم من أن الحملة رفعت مستوى الوعي بالتحذير العالمي في ألمانيا وبعض الأجزاء الناطقة بالألمانية في فرنسا وحتى 4 محطات تلفزيونية أبلغت عنه، إلا أن بعض المراقبين يشككون فيما إذا كانت ستقنع عددًا كافيًا من السياسيين «للقيام بما يلزم لتحقيق ذلك».